# Sepp Haider
Josef „Sepp“ Haider (* 26. září 1953 ) je rakouský bývalý rallyový jezdec.

## Kariéra
Sepp Haider debutoval v rally v roce 1976. V roce 1977 se poprvé objevil na mistrovství světa v rally, ale poté se po mnoho let věnoval národním šampionátům. Haider se na světové mistrovství vrátil až roku 1987, kdy podepsal smlouvu s General Motors Europe, vozem mu byl Opel Kadett GSI a od poloviny roku 1988 Opel Kadett GSI 16V, oba ve verzi pro skupinu A.
Desáté místo v San Remu bylo jeho nejlepším výsledkem toho roku. V sezóně 1988 odjel za tým dvě soutěže MS a vyhrál Rallye Nový Zéland coby jediný tovární jezdec v poli. V této podobě absolvoval v roce 1989 také řadu závodů MS, ale tentokrát s menším úspěchem. Téhož roku se mu však podařilo získat titul v tehdejším Západoněmeckém mistrovství. Haider se vrátil na MS ještě jednou, v roce 1993, s vozem Audi Coupé S2 registrovaným u týmu Schmidt Motorsport. To jej dovezlo k překvapivě dobrým výsledkům, včetně sedmého místa ve Švédsku a pátého místa v Austrálii.
Poté zůstal sporadicky aktivní v rakouském šampionátu v rally až do konce 90. let.

## Výsledky

### Mistrovství světa v Rallye
| Sezona | Tým                    | Vůz                 | 1   | 2       | 3       | 4       | 5   | 6       | 7   | 8       | 9       | 10      | 11  | 12     | 13      | 14  | PJ | Body |
| ------ | ---------------------- | ------------------- | --- | ------- | ------- | ------- | --- | ------- | --- | ------- | ------- | ------- | --- | ------ | ------- | --- | -- | ---- |
| 1977   | Josef Haider           | Opel Kadett GT/E    | MON | SWE Ret | POR Ret | KEN     | NZL | GRC Ret | FIN | CAN     | ITA     | FRA     | GBR |        |         |     | -  | -    |
| 1987   | GM Euro Sport          | Opel Kadett GSI     | MON | SWE     | POR     | KEN     | FRA | GRC     | VST | NZL     | ARG     | FIN Ret | IVK | ITA 10 | GBR Ret |     | 66 | 1    |
| 1988   | GM Euro Sport          | Opel Kadett GSI     | MON | ZWE     | POR     | KEN Ret | FRA | GRI     | VST | NZL 1   | ARG     | FIN     | IVK | ITA    | GBR     |     | 14 | 20   |
| 1989   | GM Euro Sport          | Opel Kadett GSI     | ZWE | MON     | POR     | KEN     | FRA | GRI     | NZL | ARG     | FIN Ret | AUS Ret | ITA | IVK    |         |     | -  | 0    |
| 1989   | GM Euro Sport          | Opel Kadett GSI 16V |     |         |         |         |     |         |     |         |         |         |     |        | GBR Ret |     | -  | 0    |
| 1993   | SMS AG-Revo Ingenieure | Audi Coupé S2       | MON | ZWE 7   | POR     | KEN     | FRA | GRI     | ARG | NZL Ret | FIN     | AUS 5   | ITA | SPA    | GBR     |     | 23 | 12   |
| 1996*  | Josef Haider           | Opel Astra GSI 16V  | MON | SWE     | POR 11  | KEN     | IDN | FRA     | GRC | ARG     | NZL     | FIN     | AUS | ITA    | ESP     | GBR | -  | -    |